# Si seulement
Si seulement est une série de bande dessinée parue chez Bamboo.

## Auteurs
- Scénario : Rodolphe
- Dessins : Lounis Chabane
- Couleurs : Sébastien Bouet

## Synopsis

### Tome 1
Lorsque l'histoire commence, un écrivain du nom de Joe Horton vient d'emménager avec sa femme June et leur fils Louis dans une nouvelle maison où il effectue les nombreuses réparations lui-même parfois avec l'aide d'un employé. Il reçoit la visite de Richard Wright, journaliste, qui l'interroge sur son parcours. Horton avoue qu'il rêvait de faire partie d'un groupe de rock dans sa jeunesse, mais qu'un jour, il a sauvé sa sœur Brenda qui avait été attaquée par un chien enragé. Il n y a pas laissé sa vie mais a dû passer trois mois de réanimation et en garde une balafre sur la joue depuis. Ne pouvant pas faire carrière dans la musique, Horton devint violent au point d'incendier avec des amis ivres un bâtiment appartenant à un irascible éleveur de chevaux. Le père de Joe qui connaissait très bien le gouverneur étant donné qu'il était son conseiller, parvint à persuader le plaignant de renoncer à l'affaire. Mais pour cela, la famille dut faire un énorme sacrifice. Plus tard, Joe dédicaça son premier livre à June, professeur de Français qui devint sa femme.
Après le départ du journaliste, se retrouvant seul dans la maison, Joe décide de s'attaquer à la cave. Il entre alors dans une pièce comportant six portes. Le téléphone sonne et il remonte à toute vitesse, interceptant en vain l'appel. Mais à sa sortie, il s'aperçoit que sa voiture a été remplacée par un autre véhicule. Tentant de comprendre, il se rend à la ville voisine pour demander à Brenda un paquet de cigarettes mais lorsqu'il arrive, la maison est fermée et mise en vente. Le responsable de l'agence immobilière explique à Joe que c'est lui-même qui a cédé le domicile. Curieusement, Joe n'en a aucun souvenir. Alors qu'il remonte dans sa voiture, il se fait harceler par des fans et reçoit un coup de fil de son imprésario Clifford. Réussissant à lui échapper ainsi qu'au médecin, Joe tente de se présenter chez ses beaux-parents mais ceux-ci ne le reconnaissent pas. Il aperçoit June dans la rue mais obtient la même réaction de sa part. C'est en remarquant l'absence de cicatrice qu'il décide d'acheter son autobiographie, et réalise qu'il a atterri dans un monde parallèle où il s'est enfui lors de l'assassinat de Brenda au lieu de lui porter secours. Il devint rocker et entama bientôt une carrière solo mais vécut seul sans recevoir d'amour.
Désespéré, Joe réussit à réintégrer la maison et emprunte une autre porte croyant avoir mis fin à ce cauchemar. Mais dès qu'il ressort de la maison, une voiture de police l'arrête pour vol.

### Tome 2
En prison, Joe réfléchit sur le pourquoi du comment. Un routier le libère mais est obligé de le ramener chez lui. Joe remarque que sa vie est moins bonne que la première surtout lorsqu'il se fait invectiver par une certaine Marina et son amant Robert. En feuilletant son journal intime, il découvre que dans ce monde-ci, sa lâcheté s'est accentuée au point qu'après avoir pris la fuite lors de l'attaque de Brenda, il a assisté impuissant au viol de sa petite amie par une bande de voyous. Cette jeune femme appartenant à l'une des familles les plus riches de la ville, Joe a été la risée du voisinage. En achetant un bar il pensait redonner un sens à sa vie. Robert et Marina comprennent que Joe a changé quand ce dernier tutoie Robert et le tabasse. Assommé et enfermé dans la cave, Joe réussit à s'évader et par le plus grand des miracles, à ré-emprunter la maison et à retrouver le passage secret. Mais en franchissant une autre porte, il tombe sur un vieux fermier le menaçant d'un fusil et appelant les autorités. Joe prend la fuite et retrouve ses deux « gardes du corps » .

### Tome 3
Joe monte donc dans une limousine et feuillette son dossier. Dans ce monde, il a sauvé Brenda mais le voisin a refusé de retirer sa plainte. Joe a donc passé un an et demi dans un pénitencier et grâce à des appuis, a réussi à devenir un politicien véreux. Les choses se compliquent lorsqu'il retrouve Richard Wright (qui ne le connait pas dans cette dimension) dont le fils est en danger. 
Avec horreur, Joe réalise à quel point il peut se montrer cruel sur cette terre. Après avoir sauvé le fils du journaliste, il participe à une émission de télévision dans laquelle il donne son avis, de qui déplaît énormément à ses conseillers. Au cours d'un interrogatoire, ceux-ci comprennent que Joe n'est qu'un imposteur mais il parvient à leur échapper après une bagarre. 
De retour dans la maison, il emprunte une autre porte et arrive dans une réalité où il tombe sur un couple qui ne le connait pas et qui se dispute à propos des infidélités du mari. Joe réalise qu'il n'est qu'un fantôme sur cette terre et qu'il a succombé à ses blessures en tentant de délivrer Brenda. Sa cicatrice est beaucoup plus grosse et c'est sa sœur qui est devenue une artiste après qu'il l'eut défendue. 
De retour à la maison, Joe franchit la cinquième porte et tombe sur une maison en démolition . Dans cet univers, l'incendie qu'il a causé et qui a tué le voisin et les chevaux l'a profondément traumatisé au point qu'il a passé sa vie dans un tas d'hôpitaux psychiatriques. Joe qui comprend qu'il a à chaque fois emprunté la porte d'à côté, franchit la dernière porte et se retrouve dans son propre monde. Il organise alors une fête et scelle le passage à tout jamais. L'histoire se termine quand il regarde le lecteur (et qu'il porte son fils sur ses épaules), criant que SA vie est belle.

## Albums
1. Si seulement… (2011)
2. Si seulement ? (2012)
3. Si seulement ! (2012)

## Éditeur
- Bamboo (collection « Grand Angle ») : tomes 1 à 3 (première édition des tomes 1 à 3)